# 浅賀守直
浅賀 守直（あさが もりなお）は、戦国時代から安土桃山時代の日本の武将。官途は但馬守。

## 略歴
浅賀（飯土用）五郎左衛門守長を始祖とする浅賀氏の六代目当主、津室館館主。
藤原南家乙麻呂流工藤氏の出自ないし郡山地方の豪族の出である可能性があることから阿尺国造の子孫ではないかと推測されている。また本姓は阿部氏であるといわれている。
二階堂氏の重臣で須賀川城攻防戦にて須田盛秀に従い籠城し、討死した（須田盛秀は居城の和田城を焼き払い、佐竹氏の元に落ち延びた）。
須賀川城落城後、守直の三男である正信は母方の姓である安積（飯土用）を名乗り、小笠原家に仕えた後に学識を買われ、水戸徳川家に召し抱えられた。「水戸黄門」でお馴染みの格さんのモデルは、この安積覚兵衛正信の孫にあたる安積覚兵衛澹泊である。
浅賀氏の居城である津室館と安積氏の居城である日和田館は隣同士で、上述した安積覚兵衛正信は安積氏の養子となったとも伝わっていることや、氏が似ていることから元は同じ血族であることが示唆されている。鎌倉時代に伊東氏の安積祐長が郡山地方を拝領されてから主体的な権力を持つ首長が現れず、分家が分立した状態だったために、こうなったことが考えられる。